# آکاکیلا انگاستیسیما
آکاکیلا انگاستیسیما (نام علمی: Acacia angustissima) نام یک گونه از سرده اقاقیا است.